# Dijkzichtbrug
De Dijkzichtbrug of kortweg Dijkzicht is een voet- en fietsbrug over de autosnelweg A2 die de Van der Madeweg in Duivendrecht ter hoogte van het volkstuincomplex "Dijkzicht" en "Nieuw Vredelust" aan de Buitensingel verbindt met de Ouderkerkerdijk gelegen in de Amstelscheg, beide gelegen in de gemeente Ouder-Amstel in Noord-Holland. Alhoewel de brug niet in de gemeente Amsterdam ligt heeft de brug wel een Amsterdams brugnummer, 205P, de "P" verwijst naar beheer door rijk of provincie.
De brug kent een vrij hoog hellingspercentage op de op- en afritten die daartoe vrij lang en meanderend zijn terwijl aan de oostzijde een bocht moesten worden gemaakt om de ter plekke uit vier rijbanen bestaande A2 te kunnen overspannen. De brug is een verbindende schakel in de fietsroute van Amsterdam-Zuidoost naar Amsterdam-Zuid maar kan ook worden gebruikt door fietsers met bestemming Abcoude, Ouderkerk aan de Amstel of Watergraafsmeer.
Ten zuidoosten van de brug wordt door de gemeente Ouder-Amstel gestudeerd op een nieuwe woonwijk met als werknaam "De Nieuwe Kern" met ruimte is voor ongeveer 4500 nieuwe woningen zonder aantasting van groengebieden zoals de Amstelscheg. Hierbij kan de fietsbrug mede voor de ontsluiting van de wijk zorgdragen.

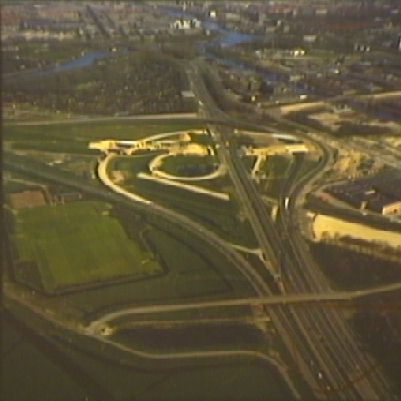
De brug (links-rechts) ligt als een spaghettisliert over de A2 (boven-onder)